# Jacques de Cambis d'Orsan
Pour les articles homonymes, voir Cambis et Orsan.
Jacques Henri François Augustin Marie de Cambis d'Orsan, comte de Cambis-d'Orsan (Avignon, 8 juin 1810 - Avignon, 24 août 1847) est un homme politique français.

## Biographie

### Vie privée
Il est le fils d'Auguste de Cambis d'Orsan, 1er marquis de Cambis-d'Orsan (1781-1860) et d'Antoinette Pierrette Joséphine de Puy (1793 -1833).

### Vie publique
Il est secrétaire d'ambassade sous la monarchie de Juillet, qu'il soutient fidèlement de ses votes, mais de ses votes seulement.
Il est élu député en 1842 en remplacement de Louis Pertuis de Montfaucon, décédé, et réélu en 1846 contre Albert d'Olivier de Pezet.
Le comte de Cambis d'Orsan reste, dit une biographie. « muet pour tout le monde à la Chambre, excepté pour M. Clément (du Doubs), le distributeur des billets d'entrée. » (M. Clément était questeur de la Chambre). 
Il vote, notamment, pour l'indemnité Pritchard et appuie la politique de Guizot.

## Famille
Il ne s'est jamais marié et n'a jamais eu d'enfants légitimes.